# Kanton Mulhouse-Nord
Der Kanton Mulhouse-Nord war von 1790 bis 2015 ein französischer Wahlkreis im Arrondissement Mulhouse, im Département Haut-Rhin und in der Region Elsass. Vertreter im Generalrat des Départements war ab 2001 Gilbert Buttazzoni.
Der Kanton bestand aus einem Teil der Stadt Mülhausen, die Einwohnerzahl betrug 1999 34.066 Personen. Mülhausen selbst hatte zu diesem Zeitpunkt 110.359 Einwohner.
Am 22. März 2015 wurde der Kanton aufgelöst.